# لوكسيكا كومخوم
لوكسيكا كومخوم (بالتايلندية: ลักษิกา คำขำ) مواليد 21 يوليو 1993 في محافظة تشانثابوري، تايلاند، هي لاعبة كرة مضرب تايلندية وتحتل حالياً المرتبة رقم. 148 (8 فبراير 2016) في تصنيف رابطة محترفات كرة المضرب. أعلى تصنيف لها في الفردي كان المركز الـ 85 في سنة 2014.

## روابط خارجية
- لوكسيكا كومخوم على موقع رابطة محترفات التنس (الإنجليزية)
- لوكسيكا كومخوم على موقع الاتحاد الدولي لكرة المضرب (الإنجليزية)
- لوكسيكا كومخوم على موقع كأس بيلي جين كينغ (الإنجليزية)
- لوكسيكا كومخوم على موقع بطولة ويمبلدون (الإنجليزية)
- لوكسيكا كومخوم على موقع خلاصة التنس.كوم (الإنجليزية)
- لوكسيكا كومخوم على موقع إي إس بي إن.كوم (الإنجليزية)
- لوكسيكا كومخوم على موقع اللجنة الأولمبية الدولية (الإنجليزية)
- لوكسيكا كومخوم على موقع أوليمبيديا (الإنجليزية)